# Reprezentacja Turcji w hokeju na lodzie kobiet
Reprezentacja Turcji w hokeju na lodzie kobiet – narodowa żeńska reprezentacja tego kraju. Należy do Dywizji Piątej.

## Starty w Mistrzostwach Świata
- 2007 – 6. miejsce (Dywizja 4)
- 2008 - 6. miejsce (Dywizja 4)
- 2011 - 4. miejsce (Dywizja 5)

## Starty w Igrzyskach Olimpijskie
- Turczynki nigdy nie zakwalifikowały się do Igrzysk Olimpijskich.